# Mémorial du SIDA de Francfort
 (juin 2025).
Le mémorial du SIDA est un monument sité à Francfort-sur-le-Main dans l’ancien cimetière Saint-Pierre, qui entoure l’église Saint-Pierre (de). Conçu par l’artiste allemand Tom Fecht (de), qui a vécu et travaillé en Bretagne, il a pour titre artistique français À l’amour blessé, et en allemand Verletzte Liebe. Il commémore les personnes décédées du SIDA à Francfort.

## Historique
Le projet de création d’un monument aux victimes du SIDA naît en 1994 de la volonté des responsables locaux de Act Up et de l’association allemande AIDS-Hilfe. Un concours est organisé, lors duquel la proposition de Tom Fecht est retenue. Les 17 000 marks nécessaires à la réalisation du projet sont récoltés par souscription, notamment dans les milieux gays. Il est inauguré le 1er décembre 1994.

## Situation
Le monument occupe un angle du mur de soutènement de l’église, à l’est de celle-ci. Le terrain autour de l’église était auparavant un cimetière dont les tombes ont été déménagées dans une démarche de sécularisation. Le quartier choisi est significatif, car il est habité ou visité à l’époque par plusieurs catégories de personnes marginalisées : travailleurs et travailleuses du sexe, usagers de drogues, clients des établissements gays proches ; tous susceptibles d’être surreprésentés dans les victimes de la maladie.
Il est également à proximité de l’Ange de Francfort.

## Conception
Pour d’autres monuments en hommage aux victimes du SIDA, Fecht avait utilisé des pavés ou des pierres gravés des noms des défunts ; ce n’est pas l’idée retenue pour celui de Francfort, Act Up s’y étant notamment opposée pour éviter de rappeler le cimetière préexistant sur le lieu choisi.
Le mur a donc été utilisé par Fecht pour y planter des clous en bronze d’environ 15 cm de long symbolisant chaque victime, tous différents par leur orientation et leur facture. Ils rappellent le sens historique et religieux de la crucifixion, châtiment qui était appliqué aux étrangers et aux marginaux. Initialement, ils étaient au nombre de 690 pour 690 décès mais de nouveaux clous ont été rajoutés au fur et à mesure pour tenir compte des victimes depuis la construction du monument. 
Lors de l’inauguration, Tom Fecht a spontanément accroché une fleur sur un des clous ; ce geste a été repris et les clous servent de support pour des fleurs, des lettres ou d’autres formes d’hommages laissés par des proches ou de simples visiteurs.
Les mots "Verletzte Liebe" (À l’amour blessé) sont gravés en lettres majuscules à mi-hauteur du mur ; le titre en français est inscrit sur une des pierres, sous la signature de l’auteur.

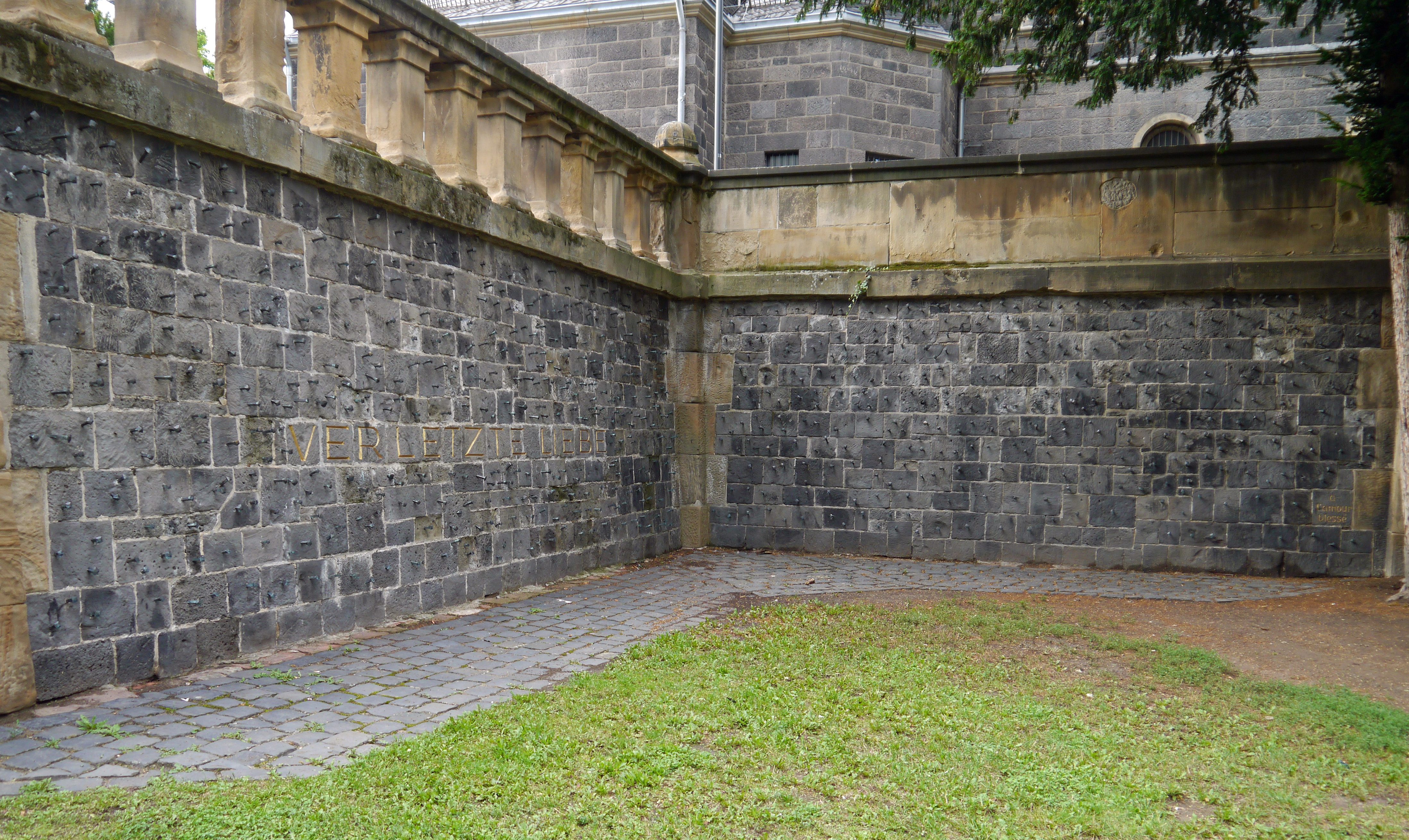
Vue de l’inscription dorée sur le mur.
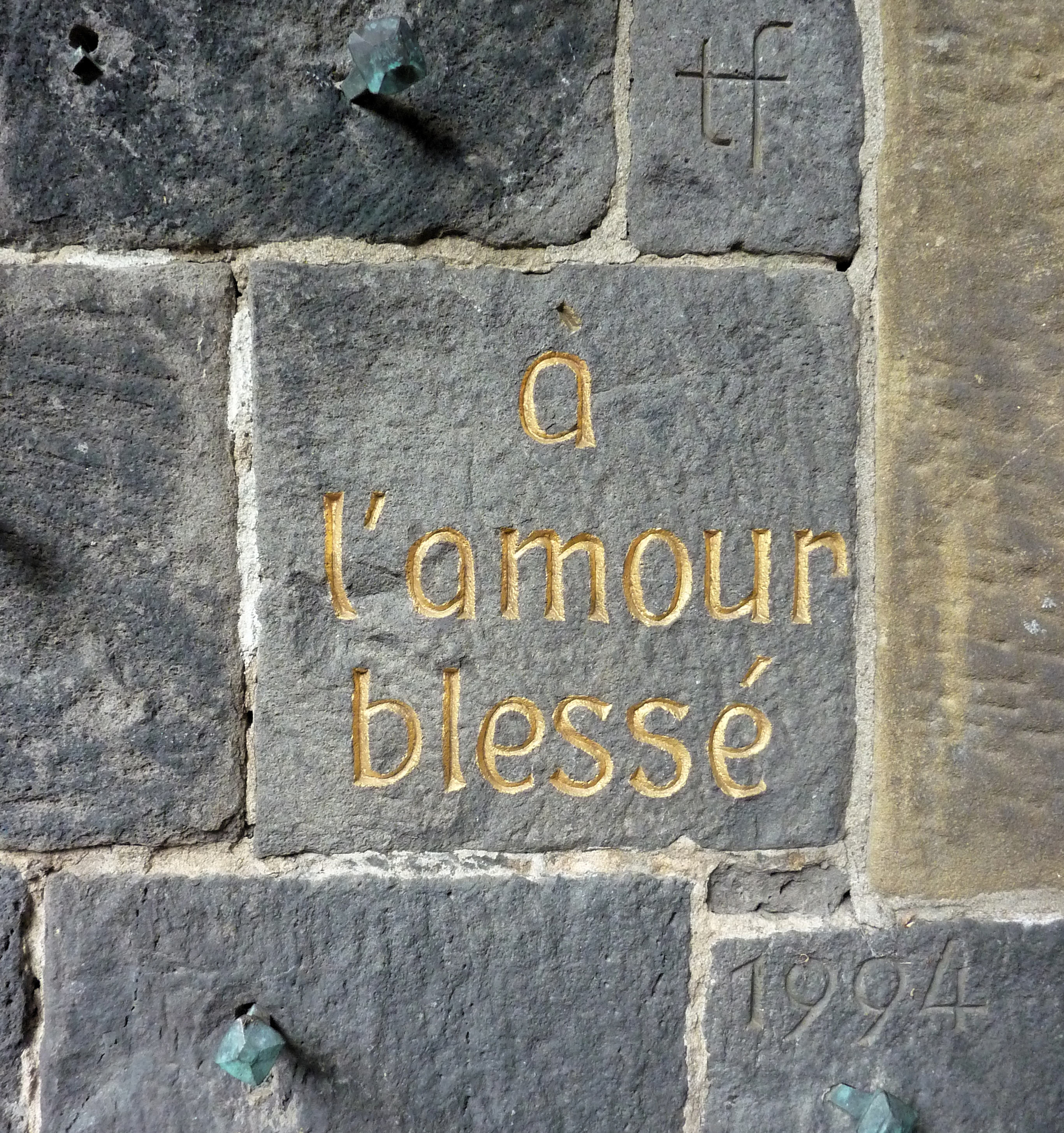
Signature de l’artiste et titre.

## Hommages
Le mémorial du SIDA, ainsi que l’ange de Francfort, font partie des points de passage du cortège de la célébration œcuménique de Christopher Street Day à Francfort.
Lors de la journée mondiale de lutte contre le SIDA, le 1er décembre, des clous sont rajoutés pour représenter les morts de l’année écoulée.